# (5490) Burbidge
(5490) Burbidge (2019 P-L) – planetoida z grupy pasa głównego asteroid okrążająca Słońce w ciągu 3,5 lat w średniej odległości 2,3 j.a. Odkryta 24 września 1960 roku.